# مگان
مگان (انگلیسی: Megan) مگان یک نام زنانه ولزی است که در اصل شکل مخفف شده‌ای از مارگارت است. مارگارت از زبان یونانی μαργαρίτης (margarítēs)، لاتین margarīta، به معنای «مروارید» است. مگان یکی از محبوب‌ترین نام‌های ولزی زبان برای زنان در ولز و انگلستان است و معمولاً به صورت «مگ» مخفف می‌شود.
مگان یکی از محبوب‌ترین نام‌های زنانه در دنیای انگلیسی زبان در دهه ۱۹۹۰ بود که در سال ۱۹۹۰ در ایالات متحده و ۱۹۹۹ در بریتانیا به اوج خود رسید. تقریباً ۵۴٪ از افرادی که به نام مگان در ایالات متحده متولد شده‌اند در سال ۱۹۹۰ یا بعد از آن متولد شده‌اند.[۲] مگان همچنین اغلب در خارج از ولز و بقیه بریتانیا به دلیل نفوذ املایی از نام‌های ایرلندی زبان Meagan, Meghan, Meghan یا Mehgan نوشته می‌شود.